# Georg von Kuenburg
Georg von Kuenburg (* 1530; † 25. Jänner 1587) war ein Salzburger Erzbischof und ein Neffe des Erzbischofs Michael von Kuenburg.

## Die Herkunft
Sein Vater war der Pfleger von Moosham, Christoph von Kuenburg. Georg von Kuenburg galt als gottesfürchtig, fromm, verständig, mildtätig, demütig und häuslich. Er war von seinem Onkel und Vorgänger wesentlich gefördert worden und dabei 1555 zum Priester geweiht und 1579 zum Dompropst gewählt worden.

## Koadjutor und Erzbischof
Mit Zustimmung von Erzbischof Kuen-Belasy (Graf Khuen von Belasi), der 1579 einen Schlaganfall erlitten hatte und danach kaum regierungsfähig war, wurde er im Jahr 1580 Koadjutor. Bald nach dieser Wahl äußerte Georg sein Unbehagen über die von ihm bei seiner Nominierung zum Koadjutor unterzeichnete Kapitulationsurkunde, die dem Domkapitel besondere Rechte zugestand. So folgten nun Jahre des Streits mit diesem Domkapitel. Georg drohte dabei wiederholt mit seinem Rücktritt, so zuletzt im Jahr 1585.
Auch Georg von Kuenburg ging rigoros gegen die Protestanten in Stadt und Land Salzburg vor und nötigte dabei vor allem protestantische Bürger zur Auswanderung. Zur Unterstützung seiner strengen Maßnahmen der Gegenreformation rief er die Franziskaner ins Land, die als volkstümliche Prediger die nebenliegende alte Stadtpfarrkirche zugewiesen bekamen. Seither wird die Kirche Franziskanerkirche genannt.
Bereits als Koadjutor war sich Georg immer wieder der faktischen Unmöglichkeit bewusst, alle widerstrebenden politischen, religiösen und wirtschaftlichen Probleme des Landes lösen zu können.
Der 1586 gewählte Erzbischof von Salzburg erhielt erst am 6. Oktober 1586, wenige Monate vor seinem Tod, die Weihe als Erzbischof.